# 耶谢巴尔
耶谢巴尔（1903年—1976年）印度小说家，一生有14部长篇和中篇小说、200余篇短篇小说，被誉为“当代最有造诣的印地语小说巨匠之一”。

## 生平
1903年，耶谢巴尔出生在英属印度。
耶谢巴尔和帕格特·辛哈反对大英帝国的殖民统治，大英帝国政府把耶谢巴尔的朋友帕格特·辛哈判处绞刑，同时把耶谢巴尔判处14年有期徒刑。
1947年8月15日，印度宣布独立。

## 作品
1957年，耶谢巴尔开始写作《虚假的事实》，1960年完成。
- 金鼎汉译.  （中文（简体））.

- 刘宝珍、彭正笃译.  （中文（简体））.

## 风格
其作品主要是现实主义风格，描述了英属印度的社会、政治、经济和人的生存状态，注重思考印度和印度人的前途问题。